# الهام (فیلم ۱۹۱۵)
الهام (انگلیسی: Inspiration) یک فیلم صامت درام آمریکایی است که در سال ۱۹۱۵ منتشر شد.
این نخستین فیلمِ غیرپورنوگرافی آمریکایی است که در آن برهنگی کامل زنانه وجود دارد. این فیلم در سال ۱۹۱۸ و با نام جدید «مدل بی‌نقص» بازنشر شد.